# パブリック・インベストメント・ファンド
パブリック・インベストメント・ファンド（英語: Public Investment Fund, 略称: PIF）は、サウジアラビアの政府系ファンド。1971年に設立。現在はムハンマド・ビン・サルマーン皇太子兼首相によって管理されている。

## 投資
2016年には日本のソフトバンクグループと共同でSVFを立ち上げ、その他にも有力企業への投資を行っている。2021年にはイングランド・プレミアリーグのニューカッスル・ユナイテッドFCの買収や、グレッグ・ノーマン主宰のLIVゴルフを設立、ATPツアー・WTA世界ランクのスポンサーなど、スポーツ界にも積極的に携わっている。
サウジアラビア国内での電気自動車製造を目指すムハンマド皇太子の計画に合わせ、ルシード・モータースへの出資やフォックスコンとの合弁会社の設立などを行っている。